# Resta a casa e vinci
Resta a casa e vinci, precedentemente noto come Apri e vinci, è stato un programma televisivo italiano di genere game show, andato in onda dal 7 gennaio 2019 al 28 dicembre 2020 su Rai 2, con la conduzione di Costantino della Gherardesca e successivamente di Giancarlo Magalli. Il programma, prodotto dalla Stand by Me, è basato sul format israeliano Cash at your door.

## Il programma
La trasmissione è nata con il nome Apri e vinci; nella prima versione i concorrenti sono scelti casualmente. Ogni partita inizia con il conduttore che suona il citofono di un'abitazione e pone una domanda. Se viene data la risposta esatta, della Gherardesca, insieme alle telecamere, entra nella casa del concorrente, che vince subito 50 €, e il gioco inizia. Al gioco partecipano tutti coloro che sono presenti al momento nella casa, i quali ad ogni domanda possono discutere insieme delle possibili risposte e devono eleggere un capogruppo che deve poi dare le risposte definitive. 
Vengono fatte in tutto dieci domande a risposta diretta, di cui le prime quattro valgono 50 €, la quinta 200 € e le altre 100 €. Durante il gioco i concorrenti possono commettere un solo errore e in caso di difficoltà possono richiedere l'aiuto di un vicino di casa. Al secondo errore i concorrenti perdono tutto, vincendolo solo un premio di consolazione di 50 €, e il conduttore si sposta in un'altra abitazione.
A metà del percorso, alla quinta domanda, quella con valore di 200 €, i concorrenti devono dimostrare di conoscere la propria casa, in quanto tale domanda è incentrata su un dettaglio dell’abitazione. Alla settima domanda, del valore di 100 €, vi può invece essere una prova di abilità fisica. 
Se i concorrenti riescono ad arrivare alla domanda finale, devono scegliere se fermarsi e vincere il montepremi accumulato fino a quel momento (che, considerati i valori di ogni domanda, ha un valore massimo di 900 €), oppure provare a rispondere alla Domanda del Porcellino, che ha tre opzioni di risposta e, rispondendo correttamente, consente di vincere 2.500 € in gettoni d'oro, fisicamente contenuti dentro un salvadanaio a forma di maialino, mascotte della trasmissione, che viene aperto in caso di vittoria; se scelgono di provare a rispondere alla Domanda del Porcellino e sbagliano, i concorrenti perdono tutto il montepremi accumulato, vincendo solo i 50 € di consolazione.
Possono prendere parte al gioco anche i passanti che della Gherardesca incontra per strada, tra una casa e un'altra, i quali in caso di risposta esatta vincono un gadget del programma (un apribottiglie).
A partire dalla seconda edizione i concorrenti non possono più farsi aiutare dai vicini e devono rispondere a dieci domande di differente valore. Sempre dalla seconda edizione, solo se si sbaglia a rispondere a una delle ultime due domande si perde tutto e si vincono solo i 50 € di consolazione, mentre se si commettono errori nelle prime otto domande il montepremi associato alla domanda in questione non si aggiunge alla somma totale ma si rimane comunque in gioco. Un'altra novità della seconda edizione è la Prova di Strada, in cui i concorrenti dovranno affrontare una prova di abilità all'esterno della loro abitazione. 
A partire dal 6 luglio 2020 il programma torna in onda con il nuovo nome di Resta a casa e vinci a causa di alcune modifiche del format dovute alle restrizioni imposte dal governo italiano per contrastare la pandemia di COVID-19, a causa della quale, nella primavera del 2020, l'intero territorio italiano è stato posto per circa due mesi in quarantena. In questa nuova versione del programma il conduttore non si reca più fisicamente nelle case dei concorrenti, ma si collega con loro tramite videoconferenza. Al programma prendono inoltre parte, nel ruolo di esperti di determinate materie, diversi personaggi noti: Marco Carta per il Festival di Sanremo, Gabriele Corsi per i cartoni animati, Lory Del Santo per il cinema, Carmen Di Pietro per la letteratura, Elsa Fornero per l'economia, Vera Gemma per la seduzione, Giancarlo Magalli per la storia della TV, Enzo Miccio per il galateo, Nicole Rossi per lo slang giovanile e Federico Russo per il calcio.
In questa formula si sfidano due squadre contrapposte, in collegamento dalla propria casa. Dopo una breve presentazione inizia un percorso composto da varie domande (le prime del valore di 100 euro, le altre del valore di 200 euro), una prova fisica che i concorrenti svolgono in contemporanea e una domanda detta Dimezza o Raddoppia con cui i concorrenti possono raddoppiare o dimezzare il montepremi accumulato fino a quel momento. La squadra che vince ha la facoltà di scegliere se tentare o meno di rispondere alla Domanda del Porcellino (in questo caso il salvadanaio è presente in studio a fianco del conduttore) per vincere fino a 2500 euro. In caso di vittoria (sia con la Domanda del Porcellino che senza) la somma viene devoluta in beneficenza a Terre des hommes o ad ONLUS dedicate ai bambini. 
Dal 24 ottobre 2020 la conduzione del programma passa a Giancarlo Magalli, in quanto Costantino della Gherardesca è impegnato come concorrente a Ballando con le stelle.

## Edizioni
| Edizione | Titolo               | Inizio            | Fine             | Puntate | Conduzione                   | Telespettatori | Share |
| -------- | -------------------- | ----------------- | ---------------- | ------- | ---------------------------- | -------------- | ----- |
| 1        | Apri e vinci         | 7 gennaio 2019    | 17 marzo 2019    | 55      | Costantino della Gherardesca | N.D.           | N.D.  |
| 2        | Apri e vinci         | 16 settembre 2019 | 15 ottobre 2019  | 20      | Costantino della Gherardesca | N.D.           | N.D.  |
| 3        | Resta a casa e vinci | 6 luglio 2020     | 1º agosto 2020   | 20      | Costantino della Gherardesca | N.D.           | N.D.  |
| 4        | Resta a casa e vinci | 3 ottobre 2020    | 28 dicembre 2020 | 52      | Costantino della Gherardesca | N.D.           | N.D.  |